# Celbridge
53°19′57″N 6°32′6″V / 53.33250°N 6.53500°V
Celbridge (Irsk: Cill Droichid) er en irsk by i County Kildare i provinsen Leinster, i den centrale del af Republikken Irland med en befolkning (inkl. opland) på 17.262 indb i 2006 (16.016 i 2002) 